# Protestas en Bolivia de 2024
Las protestas en Bolivia de 2024, también llamado crisis Arce-Morales, corresponden a movilizaciones originadas tras la fractura entre las dos principales figuras del socialismo boliviano que gobiernan el Estado Plurinacional de Bolivia. Este distanciamiento ha provocado un conflicto interno en el partido oficialista, el Movimiento al Socialismo (MAS). Las manifestaciones comenzaron el 16 de septiembre de 2024 con una marcha desde el municipio de Caracollo, en el departamento de Oruro, y cortes de rutas en el Altiplano boliviano. Esto fue resultado de una resolución emanada de las organizaciones políticas de izquierda, reunidas en un ampliado de las bases del MAS-IPSP, realizado en el trópico del departamento de Cochabamba. Dichas organizaciones desconocen a Luis Arce y David Choquehuanca como miembros del partido, y además los acusan de dictadores, deslegitimando su autoridad como Presidente y Vicepresidente Constitucionales, respectivamente.
Estas protestas están enmarcadas en el ámbito electoral, particularmente en relación con las elecciones judiciales de 2024 y las elecciones generales previstas para el 17 de agosto de 2025. Las movilizaciones están divididas entre facciones con demandas diversas, que van desde manifestaciones pacíficas hasta episodios de violencia y enfrentamientos con las fuerzas del orden. Los bandos en conflicto apoyan, respectivamente, al presidente Luis Arce y al expresidente Evo Morales. Además, participan grupos subversivos, organizaciones sociales y sindicales, y miembros del MAS-IPSP.
El bando liderado por Arce, actual Presidente Constitucional de Bolivia, exige respeto a su mandato, defendiendo que fue "democráticamente elegido por el pueblo". También piden a la Asamblea Legislativa Plurinacional la aprobación de créditos del Fondo Monetario Internacional y otras entidades internacionales, con el objetivo de aumentar el gasto público en áreas como salud, educación e infraestructura.
El presidente Arce, en un mensaje difundido en todos las plataformas multimedia de Bolivia acusa a Morales de intentar "imponer" su candidatura presidencial, y un "intento de Golpe de Estado a un Gobierno Popular".Además, el mandatario resaltó de que desde el año 2020, el dirigente sindical cocalero  se preparaba en su "candidatura", en caso de que le vaya mal al Gobierno, para aparecer como el "salvador de Bolivia", y permanecer en poder "por 14 años e incluso más". Mientras los ministros de gobierno y justicia denuncian un "complot" para "forzar la renuncia del presidente y del vicepresidente", y designar la presidencia al parlamentario y confidente de Evo Morales, Andrónico Rodríguez.
Por otro lado, los partidarios de Morales exigen el reconocimiento de su candidatura presidencial para las elecciones de 2025, a pesar de que el Tribunal Constitucional Plurinacional lo ha inhabilitado para participar. También reclaman la realización de elecciones primarias exclusivas para las organizaciones políticas que participarán en la contienda, incluido el MAS-IPSP. Su demanda más reciente es el adelanto de las elecciones generales y la renuncia de Luis Arce y David Choquehuanca como Presidente y Vicepresidente, respectivamente.
Asimismo, otras protestas se han producido en torno a los resultados del Censo de Población y Vivienda de 2024, con movilizaciones en el departamento de Santa Cruz el 6 de septiembre de 2024, en rechazo a dichos resultados.
Finalmente, una serie de movilizaciones relacionadas con la escasez de dólares estadounidenses, la falta de combustibles (esenciales para el sector del transporte) y la inflación en productos básicos, se realizaron el 2 de septiembre de 2024 en varias zonas urbanas del país.

## Antecedentes

### Mensaje presidencial
Mediante un mensaje televisivo, el presidente Luis Arce acusó al líder del MAS-IPSP, Evo Morales, de intentar acortar su mandato o iniciar un "Golpe de Estado" en su contra, e imponer su candidatura presidencial por la fuerza. 

Tengo la responsabilidad histórica de denunciar al país y al mundo de lo que puede producirse en los días venideros en Bolivia por responsabilidad tuya (Evo Morales). Inicia en los próximos días una marcha para pasar luego a bloqueo de nacional de caminos, que terminará en un intento de golpe de Estado a un Gobierno popular, es algo a lo que deberás dar cuenta a nuestro pueblo tarde o temprano
Luis Alberto Arce Catacora, presidente constitucional del Estado Plurinacional de Bolivia

## Cronología

### Septiembre

#### 16 de septiembre

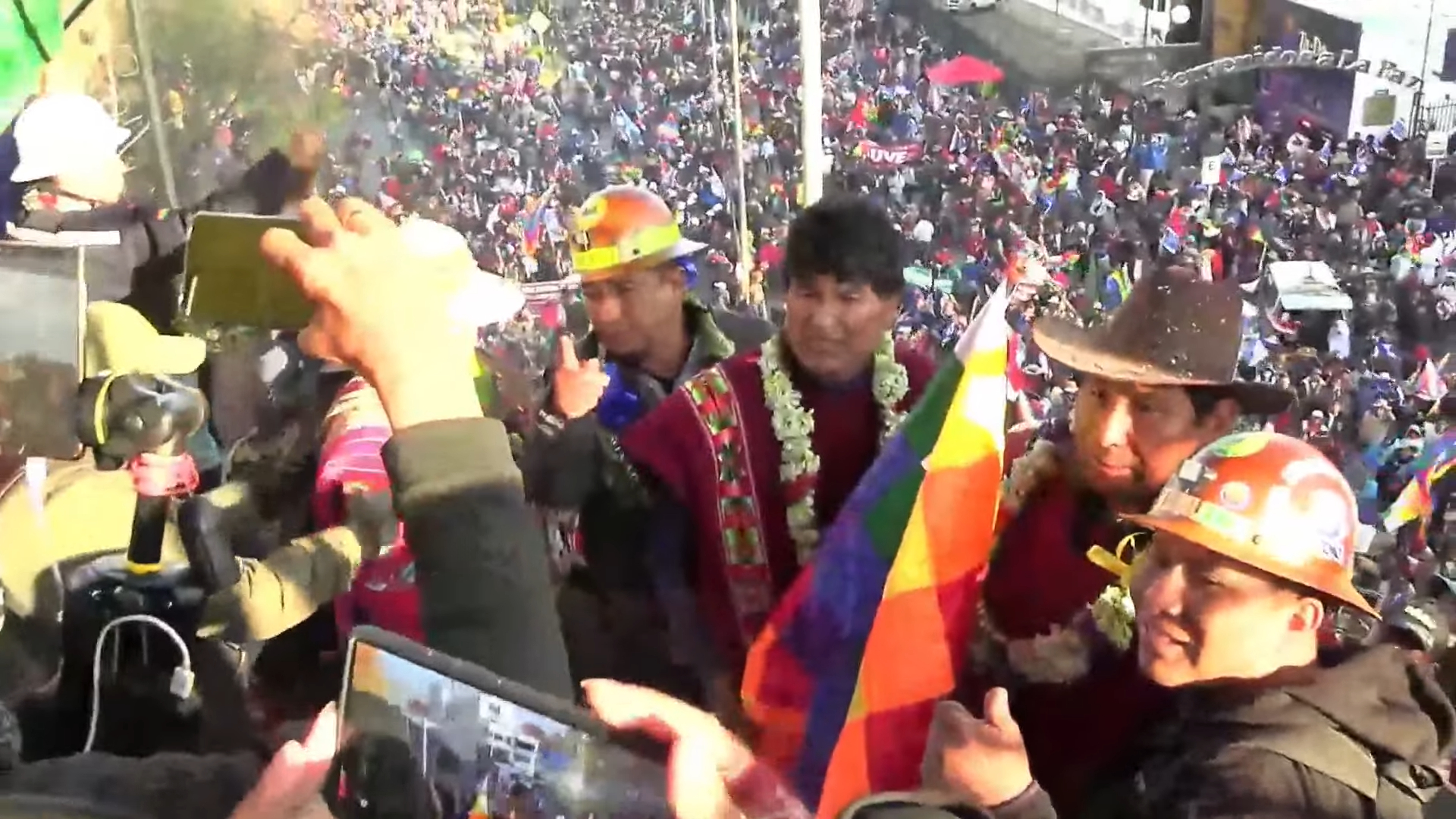
El dirigente cocalero, Evo Morales, en medio de un cabildo político, en exigencia y/o ultimátum de adventencia de bloquear Bolivia para que habiliten su candidatura presidencial.

El primer día de protestas inició en las primeras horas del 16 de septiembre, con cortes de rutas de La Paz con el interior y exterior del país. Los denominados "Ponchos Rojos" se organizaron para "exigir la renuncia del presidente Luis Arce".   David Mamani, dirigente de los "Ponchos Rojos" que apoya al expresidente Evo Morales señalo que más de 10000 manifestantes tomaran los "nueve puntos de acceso" y en "paro general con bloqueo de caminos", manifestando de forma amenazante que "no tienen ni miedo ni en armas de guerra para dañar a la policía".
Poncio Santos, dirigente de la Confederación Sindical Única de Trabajadores Campesinos de Bolivia (CSUTCB), y un ferviente seguidor de Evo Morales advierte a Luis Arce y al Poder Ejecutivo con "la caída del Gobierno" si se interviene la marcha.

#### 17 de septiembre
En la mañana del día 17, se inició la marcha rumbo a la ciudad de La Paz. El punto de encuentro fue en el municipio conurbano de Caracollo. Las palabras del dirigente cocalero fueron enfocadas y desafiantes hacia el gobierno de Luis Arce.

¿Por qué el pueblo lucha?, ¿por qué el pueblo se moviliza?, se moviliza cuando hay una injusticia, cuando hay desigualdad, el pueblo se moviliza pidiendo atención a sus demandas
Evo Morales Ayma, dirigente de La Coordinadora de las Seis Federaciones del Trópico de Cochabamba

El segundo día de protestas comenzó con cortes de rutas en forma de barricadas en la carretera departamental que conduce al municipio de Copacabana, organizados por el grupo político-social conocido como los "Ponchos Rojos". La Administradora Boliviana de Carreteras, institución encargada de la gestión vial en Bolivia, informó sobre la existencia de siete puntos de bloqueo en el provincia altiplánico de Omasuyos.
Organizaciones sociales que apoyan a las personalidades políticas del MAS, Luis Arce y Evo Morales se encontraron en la localidad de Vila Vila, lo que provocó violencia desenfrenada entre ambos bandos, con la utilización de pirotecnia, piedras, y otros objetos contundentes que tenían a disposición. La policía no estaba presente en el lugar de los hechos. Los manifestantes "evistas" lograron salir de la localidad, siguiendo su meta de llegar a la ciudad de La Paz, y al palacio de gobierno.

#### 23 de septiembre
El 23 de septiembre continúa la violencia entre partidarios de ambas facciones del partido gobernante en Plaza Murillo, La Paz. La Policía Nacional de Bolivia y simpatizantes de Arce se reunieron en la plaza para defender el edificio de la Asamblea Legislativa Plurinacional y el Palacio Quemado, donde ambos edificios se encuentran cerca de la plaza. Mientras los manifestantes de ambos bandos se disparan unos a otros con piedras y petardos, la policía antidisturbios comienza a abrir fuego contra los manifestantes lanzando gases lacrimógenos. También se reportaron otros enfrentamientos en la ciudad adyacente de El Alto.  
Al mismo tiempo, el expresidente Evo Morales le ha dado un ultimátum al gobierno de Luis Arce para que haga un cambio de gabinete en 24 horas o espere más protestas de sus partidarios. Morales también afirmó que el pueblo boliviano tiene "suficiente de traición y sobre todo de corrupción, de protección al narcotráfico y de mala gestión económica". La ministra de Relaciones Exteriores de Bolivia, Celinda Sosa Lunda, rechazó el ultimátum de Morales y dijo que su ultimátum ha amenazado la estabilidad democrática del país.El presidente Luis Arce y el vicepresidente David Choquehuanca exigieron más tarde a Morales que acudiera a dialogar el domingo para resolver el conflicto interno y evitar más violencia que pudiera provocar una "guerra civil".

### Octubre

#### 27 de octubre
En dicha fecha el expresidente Evo Morales denunció un supuesto intento de asesinato. Según su versión, él junto a otras 2 personas que viajaban en una camioneta, recibieron 14 disparos de un grupo desconocido. La versión del gobierno de Luis Arce difiere totalmente pues afirmaron que se trató de un montaje en el que los disparos más bien provinieron de los escoltas del expresidente quienes habrían disparado contra personal del control antidrogas.

### Noviembre

#### 1 de noviembre
En los días posteriores al intento de asesinato, manifestantes partidarios de Morales ocuparon un cuartel militar en Cochabamba que tenía como rehenes a unos 20 militares. Ya se había desarrollado un enfrentamiento antes de la ocupación, con los manifestantes lanzando dinamita a la policía boliviana desde las colinas cercanas, mientras que la policía respondía con gases lacrimógenos. Posteriormente Evo Morales declaró entrar en una huelga de hambre, diciendo que espera que el gobierno instale mesas de diálogo.

## Saldo de enfrentamientos

### Heridos
En el primer día de enfrentamientos, registrados en Vila Vila, se reportaron cinco heridos. Entre los más destacados se encuentran los senadores Guido Varela y Luis Flores, ambos del Movimiento al Socialismo, que apoyan a Evo Morales.
María Reneé Castro, ministra de salud informó que la cantidad de "26 heridos" con "diferentes patologías" (fracturas, cortes, y golpes entre otras contusiones).

## Reacciones

### En Bolivia
El Fiscal General del Estado, Roger Mariaca, confirmó a fines de octubre la apertura de procesos investigativo por los sucesos violentos en los diferentes puntos de bloqueo. También llamó a la reflexión de los bloqueadores y convocó a buscar diálogo.
Luis Fernando Camacho, exgobernador del departamento de Santa Cruz, recluido en la Cárcel de Chonchocoro, advirtió de que los personajes políticos Evo Morales y Luis Arce "se han convertido en el problema de nuestro tiempo" y comentó que "Bolivia no puede ser la esquina, donde dos masistas, borrachos de poder, se agarran a golpes e insultos".